# АЕС Гольфеш
АЕС Гольфеш (фр. Centrale nucléaire de Golfech) — діюча атомна електростанція на півдні Франції в регіоні Окситанія.
АЕС розташована на березі річки Гаронна на території комуни Гольфеш в департаменті Тарн і Гаронна за 50 км на захід від міста Монтобан.
АЕС складається з двох енергоблоків з реакторами з водою під тиском (PWR) конструкції Framatome P'4 потужністю 1363 МВт кожен. Для охолодження на АЕС використовуються дві градирні.

## Історія
У 1965 році на Півдні-Піреней оголосили про намір побудувати атомну станцію поблизу Малоза. Потім EDF пішов на забезпечення сайту для станції. У 1967 р. Правління спочатку розкладала плани щодо двох реакторів UNGG з виходом 800 мВт кожен.
Через падіння цін на нафту та конфлікти між EDF та CEA, проект затримався, рішення, прийняте між 1967 та 1969 роками. У 1969 році після від'їзду Шарля де Голля СЕА відмовився від планів на UNGG.
У 1973 р. Було завершено сусідній гідроелектричний завод з 63 МВт, і регіональний менеджер EDF оголошує про плани PWRS на тому ж майданчику, який буде закінчений до 1985 року.
У 1978 році EDF оголошує, що Golfech буде сайтом на 4 PWR з часом по 1300 мВт кожен.
17 червня 1979 року 5000 протестувальників ходили на майбутньому майданчику та випустили повітряні кулі.

## Інциденти
У січні 2010 року на АЕС Гольвеш стався витік тритію — радіоактивного ізотопу водню. Витік був незначним, але на керівництво станції було подано кілька позовів, які згодом були задоволені.

## Інформація по енергоблоках
| Енергоблок | Тип реакторів     | Потужність | Потужність | Початок будівництва | Фізпуск    | Підключення до мережі | Введення в експлуатацію | Закриття |
| Енергоблок | Тип реакторів     | Чиста      | Брутто     | Початок будівництва | Фізпуск    | Підключення до мережі | Введення в експлуатацію | Закриття |
| ---------- | ----------------- | ---------- | ---------- | ------------------- | ---------- | --------------------- | ----------------------- | -------- |
| Гольфеш-1  | PWR, P'4 REP 1300 | 1310 МВт   | 1363 МВт   | 17.11.1982          | 24.04.1990 | 07.06.1990            | 01.02.1991              | —        |
| Гольфеш-2  | PWR, P'4 REP 1300 | 1310 МВт   | 1363 МВт   | 01.10.1984          | 21.05.1993 | 18.06.1993            | 04.03.1994              | —        |